# Centris chlorura
Centris chlorura är en biart som beskrevs av Cockerell 1919. Centris chlorura ingår i släktet Centris och familjen långtungebin. Inga underarter finns listade.